# Szent Mihály és Gábriel arkangyalok fatemplom (Báródbeznye)
A báródbeznyei Szent Mihály és Gábriel arkangyalok fatemplom műemlékké nyilvánított épület Romániában, Bihar megyében. A romániai műemlékek jegyzékében a  BH-II-m-B-01141 sorszámon szerepel.